# トゥッティ

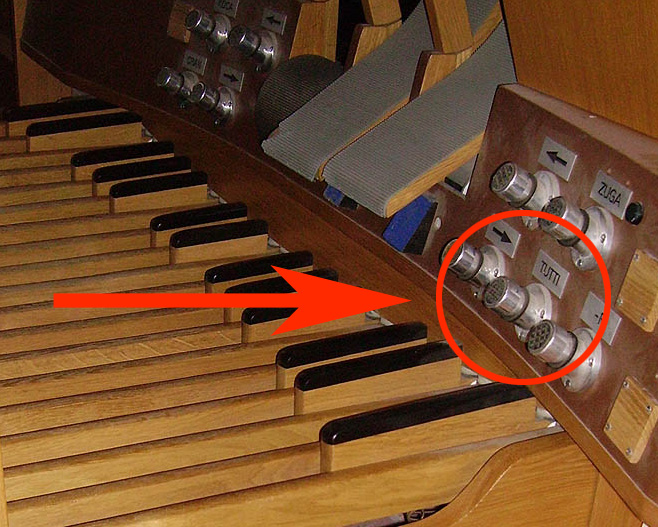
オルガンのペダルにおけるトゥッティボタン

トゥッティ (tutti) は、イタリア語で「全て」の意味で、楽語としては全奏者による合奏である「総奏」、または全唱者による合唱である「総唱」を指す。演奏・歌唱している全ての奏者または歌唱者が同時に奏する、または歌唱すること。ソロ (solo) の対義語。
オルガン音楽ではフル・オルガンによる強奏を指す。切り替えを単純化するために多くのオルガンの演奏台には「トゥッティボタン」が備わっている（図を参照）。